# Odette Sorensen
Pour les articles homonymes, voir Sørensen.
Œuvres principales
- La Parole est au mort
- série Carré d'as

Odette Sorensen, née le 7 avril 1903 à Fomperron (Deux-Sèvres) et morte le 1er décembre 1999 à Paris, est une romancière française de mère française et de père danois. Elle a reçu le grand prix de littérature policière en 1949 pour La Parole est au mort, son cinquième roman. Ce livre, signé O. Sorensen, a la particularité d'être présenté comme étant adapté de l'anglais par Luc Rivière, qui est en fait le pseudonyme que l'auteur a utilisé pour ses quatre premiers romans.
Elle a également publié entre 1960 et 1978 de nombreux romans policiers pour la jeunesse : chez Hachette principalement dans la Bibliothèque verte avec la série Le Carré d'As (sept titres écrits de 1965 à 1969), chez Hatier - G.T. Rageot et chez les Éditions du Temps dans la collection Suite pour Isabelle. 
Elle a obtenu le grand prix du salon de l'enfance pour son roman La Prison sous les arbres.

### Romans policiers
- 1943 : Drame en Sorbonne de Luc Rivière, coll. Les Nouveaux romans policiers no 1, Arthème Fayard ; In-16, 240 p.
- 1944 : Cinq pour un meurtre de Luc Rivière, coll. Le Labyrinthe, Éd. S.E.P.E. ; In-16, 189 p.
- 1946 : Double Jeu de Luc Rivière, coll. Le Labyrinthe, Éd. S.E.P.E. ; In-16, 191 p.
- 1947 : Le Mystère de l'abri 27 de Luc Rivière, coll. Le Labyrinthe, Éd. S.E.P.E. ; In-16, 191 p.
- 1949 : La Parole est au mort (Murder is a lovely thing), adapté par Luc Rivière, coll. La Mauvaise Chance no 36, Éd. Le Portulan ; In-16, 253 p. (Grand prix de littérature policière).
- 1953 : Vérité, sens interdit, Éd. Denoël ; In-16, 319 p.
- 1960 : Corinne et le Jacaré, Coll. Suite pour Isabelle. no 9, Tours, Éditions du Temps ; In-16, 192 p.
- 1961 : Corinne au pied du mur, Coll. Suite pour Isabelle. no 10, Éditions du Temps ; In-16, 189 p.
- 1962 : Corinne à Silvery Lodge, Coll. Suite pour Isabelle. no 12, Éditions du Temps ; In-16, 192 p.

### Romans policiers pour la jeunesse

#### SérieCarré d'as
Cette série policière parue chez Hachette dans la collection Bibliothèque verte et illustrée par François Batet, narre les aventures de détective de quatre jeunes Parisiennes : Patricia, Laurence, Annette et Marguerite (également nommée Catherine) dite Kito, alias : Pique, Cœur, Trèfle, Carreau, et de leur ami Marc, dit "le Joker".
- 1965 : Le Carré d'as et les malandrins ; no 279, 254 p.
- 1966 : L'Affaire du coffre-fort ; no 298. Le Carré d'As no 2, 248 p.
- 1966 : Les Disparus de l'autocar ; no 303. Le Carré d'As no 3, 250 p.
- 1967 : Danger sur l'île ; no 328. Le Carré d'As no 4, 250 p.
- 1967 : Deux as à la T.V. ; no 337. Le Carré d'As no 5, 250 p.
- 1968 : Le Sac aux millions ; no 366. Le Carré d'As no 6, 186 p.
- 1969 : Le Revenant de la tour Bertrande ; no 381. Le Carré d'As no 7, 186 p.

#### Romans policiers hors-série
- 1970 : La Fille aux deux visages  (ill. Françoise Boudignon), Hachette, coll. « Bibliothèque verte » (no 439), 186 p.
- 1971 : L'Inconnu à la houppelande, Hatier, coll. « Jeunesse poche » (no 14), 160 p., 18 cm
- 1972 : Un certain Curtis Rhodes, Hatier, coll. « Jeunesse poche » (no 19), 158 p., 18 cm
- 1973 : Des passants dans la nuit  (ill. Charles Popineau), Hachette, coll. « Bibliothèque verte », 183 p., 16,4 cm
- 1974 : Le Rendez-vous de Brasilia  (ill. Philippe Daure), Hachette, coll. « Bibliothèque verte », 2014, 184 p., 16,4 cm (ISBN 978-2-01-000236-6 et 2-01-000236-9)
- 1976 : La Prison sous les arbres  (ill. Paul Durand), Hachette, coll. « Idéal-Bibliothèque », 186 p., 21 cm (ISBN 978-2-01-003962-1), roman policier
- 1978 : L'Homme du yacht  (ill. Jean Reschofsky), Hachette, coll. « Bibliothèque verte », 1978, 182 p., 16,4 cm (ISBN 978-2-01-004160-0)

## Prix et distinctions
- Grand prix de littérature policière en 1949 pour La Parole est au mort[2].
- Grand Prix du salon de l'enfance en 1976 pour La Prison sous les arbres.